# 1888
1888 (MDCCCLXXXVIII) a fost un an bisect al calendarului gregorian, care a început într-o zi de duminică.

## Evenimente

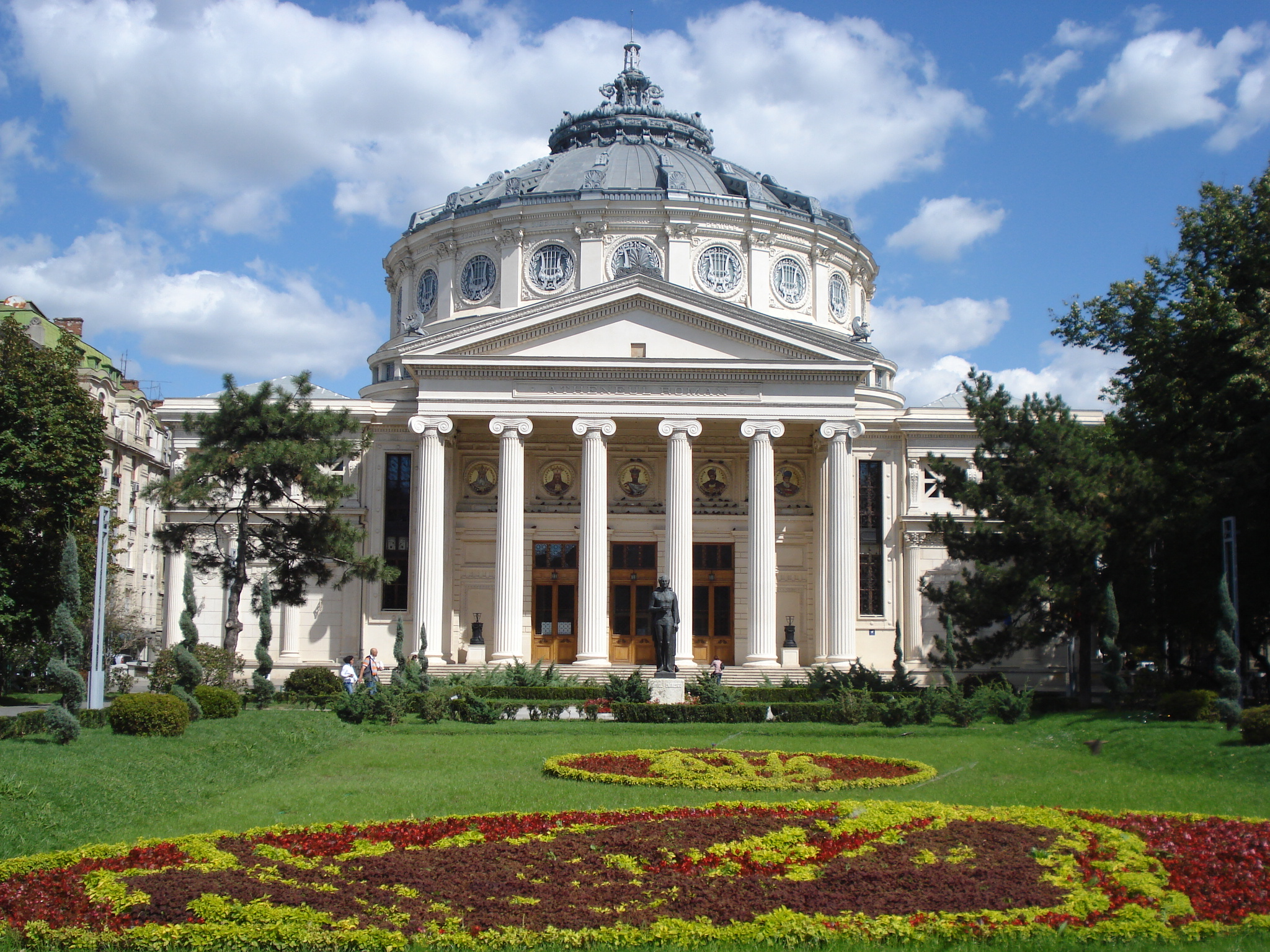
14 februarie: Inaugurarea Ateneului Român.

### Februarie
- 14 februarie: București: Ateneul Român își deschide porțile. Sala de concerte dispune de 1.000 locuri. Edificiul devine o prezență emblematică pentru București.

### Martie
- 9 martie: Kaiserul Wilhelm I moare la vârsta de 90 ani, la Berlin. Este succedat de fiul său cel mare, împăratul Frederic al III-lea.
- 19 martie: După o guvernare de 12 ani, I.C. Brătianu prezintă demisia guvernului.
- 23 martie: Este votată "Legea învățământului secundar și superior" elaborată de Spiru Haret, prin care se instituie învățământul secundar de opt clase în două cicluri (inferior și superior) cu 3 secții (modernă, reală și clasică), gimnazii și școli normale, organizându-se în același timp mai temeinic învățământul superior.

### Aprilie
- 11 aprilie: La Amsterdam, are loc inaugurarea „clădirii pentru concerte” – Concertgebouw.

### Mai
- 13 mai: Abolirea sclaviei în Brazilia.

### Iunie
- 15 iunie: Urcă la tron ultimul împărat al Reich-ului german, Wilhelm al II-lea de Hohenzollern, după moartea tatălui său, care a domnit numai patru luni (anul cu trei împărați în Germania).

### Octombrie
- 5 octombrie: George Enescu a intrat la Conservator, fiind al doilea admis, după Fritz Kreisler, înainte de a fi împlinit 10 ani.

### Nedatate
- De Beers Consolidated Mines, Co. Cel mai mare producător și distribuitor de diamante din lume fondat de Cecil Rhodes în Africa de Sud.
- Erupția violentă a vulcanului din insula Vulcano, Italia.
- Sunt găsite cele 5 corpuri ale victimelor lui Jack Spintecătorul.
- Ultimul proces de condamnare a unei vrăjitoare în Salem, SUA.
- Victor Babeș face primele vaccinări antirabice la București.

## Arte, Literatură și Filozofie
- A apărut, la București, cotidianul Adevărul, cel mai longeviv din istoria presei românești, după Universul; fondatorul și primul director al ziarului a fost Alexandru V. Beldiman.
- A apărut, la București foaia literară Fântâna Blanduziei, condusă de un comitet de redacție în frunte cu poetul Mihai Eminescu.
- Friedrich Nietzsche publică Götzen-Dämmerung ("Amurgul idolilor"), Der Antichrist ("Anticristul"), Ecce Homo.
- Vincent Van Gogh pictează Noapte înstelată.

## Nașteri
- 25 ianuarie: Avram Leiba Zissu, scriitor român de etnie evreiască (d. 1956)
- 17 februarie: Otto Stern, fizician germano-american (d. 1969)
- 23 februarie: Mihail Săulescu, poet român (d. 1916)
- 8 martie: Cornel Medrea, sculptor român (d. 1964)
- 27 martie: Alexei Mateevici, poet basarabean (d. 1917)
- 28 martie: Alexandru Kirițescu, scriitor român (d. 1961)
- 1 aprilie: Mircea Florian, filosof român (d. 1960)
- 11 iunie: Bartolomeo Vanzetti, anarhist american de origine italiană (d. 1927)
- 10 iulie: Giorgio De Chirico, pictor italian (d. 1978)
- 16 iulie: Frits Zernike, fizician din Țările de Jos, laureat al Premiului Nobel (d. 1966)
- 26 iulie: Șemuel Iosef Agnon, scriitor israelian (d. 1978)
- 16 august: T. E. Lawrence (Thomas Edward Lawrence), ofițer, arheolog, diplomat și scriitor britanic (d. 1935)
- 12 septembrie: Maurice Chevalier (Maurice Auguste Chevalier), cântăreț și actor francez (d. 1972)
- 16 septembrie: Frans Eemil Sillanpää, scriitor finlandez (d. 1964)
- 26 septembrie: T.S. Eliot (Thomas Stearns Eliot), scriitor american, laureat al Premiului Nobel (d. 1965)
- 29 septembrie: Iorgu Iordan, lingvist și filolog român (d. 1986)
- 9 octombrie: Nikolai Ivanovici Buharin, intelectual și revoluționar bolșevic, iar mai târziu, un important politician sovietic (d. 1938)
- 16 octombrie: Eugene O'Neill, scriitor american, laureat al Premiului Nobel (d. 1953)
- 10 noiembrie: Andrei Tupolev, proiectant rus de aparate de zbor (d. 1972)
- 16 decembrie: Alexandru I al Iugoslaviei (n. Alexandru Karađorđević), rege al Iugoslaviei (1921 - 1934) (d. 1934)
- 27 decembrie: Fanny Rebreanu (n. Ștefana Rădulescu), actriță română, soția scriitorului Liviu Rebreanu (d. 1976)
- 28 decembrie: Friedrich Wilhelm Murnau, regizor german (d. 1931)

### Nedatate
- Emil Scarlat Scheletti, compozitor și general român (d. 1969)

## Decese
- 6 martie: Louisa May Alcott, 55 ani, prozatoare americană (n. 1832)
- 9 martie: Wilhelm I al Germaniei (n. Wilhelm I. Friedrich Ludwig von Hohenzollern), 90 ani (n. 1797)
- 15 iunie: Frederick al III-lea al Germaniei (n. Friedrich Wilhelm Nikolaus Karl von Preußen ), 56 ani (n. 1831)
- 20 iunie: Prințesa Maria a Prusiei (n. Marie Elisabeth Louise Frederika), 32 ani (n. 1855)
- 4 iulie: Dimitrie Lecca, 55 ani, politician și general român, ministru al Apărării Naționale (n. 1832)
- 11 septembrie: Nataniel Aguirre, 44 ani, scriitor bolivian (n. 1843)
- 29 septembrie: Iulia Hasdeu (Camille Armand), 18 ani, poetă, fiica lui B. P. Hașdeu (n. 1869)
- 17 octombrie: Prințesa Maria de Baden (n. Marie Amelie Elizabeth Caroline), 71 ani (n. 1817)
- 28 octombrie: Prințesa Elena de Nassau (n. Helena Wilhelmina Henriette Pauline Marianne), 57 ani (n. 1831)
- 15 noiembrie: Ion I. Câmpineanu, 47 ani, primul Guvernator al Băncii Naționale (n. 1841)
- 15 noiembrie: Maximilian Joseph, Duce de Bavaria, 79 ani (n. 1808)
- 17 noiembrie: Elena Ghica (Dora d'Istria), 60 ani, scriitoare de origine româno-albaneză (n. 1828)
- 3 decembrie: Carl Zeiss, 72 ani, inginer mecanic german (n. 1816)
- 15 decembrie: Prințul Alexandru de Hesse și Rin (n. Alexander Ludwig Georg Friedrich Emil), 65 ani (n. 1823)